# Cristian Barros
Cristian Barros Mirabal (Montevideo, 9 aprile 2000) è un calciatore uruguaiano, centrocampista del Plaza Colonia.

## Carriera
Cresciuto nel settore giovanile del Defensor Sporting, ha debuttato in prima squadra il 10 ottobre 2019 disputando l'incontro di  Primera División Profesional vinto 4-0 contro il Racing Montevideo.